# The Masked Singer (Vereinigte Staaten)/Staffel 4
Die vierte Staffel der US-amerikanischen Musikshow The Masked Singer wurde vom 23. September bis zum 16. Dezember 2020 auf Fox ausgestrahlt. Moderiert wurde die Staffel von Nick Cannon. Das Rateteam bestand wie in den vorangegangenen Staffeln neben mehreren Gastjuroren aus dem Sänger Robin Thicke, der Moderatorin Jenny McCarthy, dem Schauspieler Ken Jeong sowie der Sängerin Nicole Scherzinger. Siegerin wurde LeAnn Rimes als Sun.

## Rateteam
| Folge | Ständige Mitglieder | Ständige Mitglieder | Ständige Mitglieder | Ständige Mitglieder | Gastmitglied   |
| ----- | ------------------- | ------------------- | ------------------- | ------------------- | -------------- |
| 1     | Robin Thicke        | Jenny McCarthy      | Ken Jeong           | Nicole Scherzinger  | —              |
| 2     | Robin Thicke        | Jenny McCarthy      | Ken Jeong           | Nicole Scherzinger  | —              |
| 3     | Robin Thicke        | Jenny McCarthy      | Ken Jeong           | Nicole Scherzinger  | Joel McHale    |
| 4     | Robin Thicke        | Jenny McCarthy      | Ken Jeong           | Nicole Scherzinger  | Joel McHale    |
| 5     | Robin Thicke        | Jenny McCarthy      | Ken Jeong           | Nicole Scherzinger  | —              |
| 6     | Robin Thicke        | Jenny McCarthy      | Ken Jeong           | Nicole Scherzinger  | Wayne Brady    |
| 7     | Robin Thicke        | Jenny McCarthy      | Ken Jeong           | Nicole Scherzinger  | Niecy Nash     |
| 8     | Robin Thicke        | Jenny McCarthy      | Ken Jeong           | Nicole Scherzinger  | Cheryl Hines   |
| 9     | Robin Thicke        | Jenny McCarthy      | Ken Jeong           | Nicole Scherzinger  | Jay Pharoah    |
| 10    | Robin Thicke        | Jenny McCarthy      | Ken Jeong           | Nicole Scherzinger  | Craig Robinson |
| 11    | Robin Thicke        | Jenny McCarthy      | Ken Jeong           | Nicole Scherzinger  | —              |

## Teilnehmer

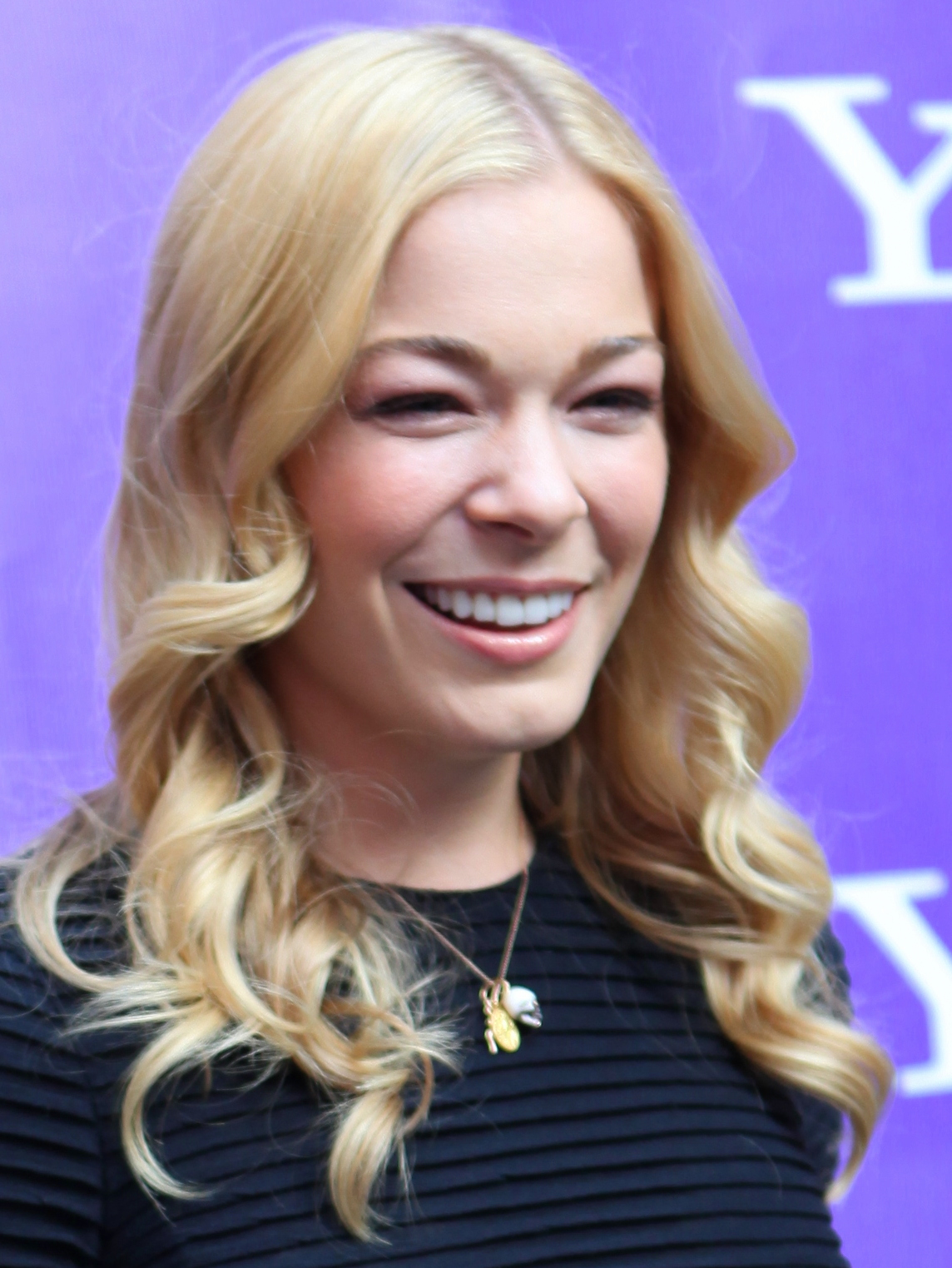
LeAnn Rimes, Gewinnerin der vierten Staffel

Laut Fox haben die Teilnehmer zusammen 281 Millionen Tonträger sowie 23 Platin-Schallplatten verkauft, erhielten 46 Grammy-Nominierungen, waren in über 5475 Episoden von Fernsehserien und 151 Filmen zu sehen und traten fünf Mal beim Super Bowl auf. Des Weiteren haben vier von ihnen einen Stern auf dem Walk of Fame, ein Kandidat war zudem in der Time 100 vertreten, während ein Teilnehmer eine Goldmedaille bei Olympischen Spielen gewann und ein weiterer in einer Hauptkategorie für den Oscar nominiert war.
| Platz | Kostüm                               | Person                     | Bekannt als                          | Aus in Folge | Quelle |
| ----- | ------------------------------------ | -------------------------- | ------------------------------------ | ------------ | ------ |
| 1     | Sun (Sonne)                          | LeAnn Rimes                | Sängerin                             | 11           | [ 7 ]  |
| 2     | Mushroom (Pilz)                      | Aloe Blacc                 | Sänger                               | 11           | [ 8 ]  |
| 3     | Crocodile (Krokodil)                 | Nick Carter                | Sänger                               | 11           | [ 9 ]  |
| 4     | Seahorse (Seepferdchen)              | Tori Kelly                 | Singer-Songwriterin                  | 10           | [ 10 ] |
| 5     | Jellyfish (Qualle)                   | Chloe Kim                  | Snowboarderin                        | 10           | [ 11 ] |
| 6     | Popcorn                              | Taylor Dayne               | Sängerin                             | 10           | [ 12 ] |
| 7     | Broccoli (Brokkoli)                  | Paul Anka                  | Schauspieler, Singer-Songwriter      | 9            | [ 13 ] |
| 8     | Serpent (Schlange)                   | Elvis Francois             | Arzt, Sänger                         | 8            | [ 14 ] |
| 9     | Whatchamacallit (Dingsbums)          | Lonzo Ball                 | Basketballspieler                    | 8            | [ 15 ] |
| 10    | Snow Owls (Schnee-Eulen)             | Clint Black & Lisa Hartman | Sänger; Schauspielerin               | 7            | [ 16 ] |
| 11    | Squiggly Monster (Schnörkel-Monster) | Bob Saget                  | Komiker, Schauspieler                | 6            | [ 17 ] |
| 12    | Lips (Lippen)                        | Wendy Williams             | Autorin, Moderatorin, Schauspielerin | 5            | [ 18 ] |
| 13    | Baby Alien                           | Mark Sanchez               | American-Football-Spieler            | 4            | [ 19 ] |
| 14    | Giraffe                              | Brian Austin Green         | Schauspieler                         | 3            | [ 20 ] |
| 015 1 | Gremlin                              | Mickey Rourke              | Schauspieler                         | 2            | [ 21 ] |
| 16    | Dragon (Drache)                      | Busta Rhymes               | Rapper                               | 1            | [ 22 ] |

## Folgen
|   | Kostüm    | Lied, Originalinterpret                    | Ergebnis      |
| - | --------- | ------------------------------------------ | ------------- |
| 1 | Sun       | Cuz I Love You – Lizzo                     | Gewonnen      |
| 2 | Giraffe   | Let’s Get It Started – The Black Eyed Peas | Gewonnen      |
| 3 | Popcorn   | What About Us – Pink                       | Gewonnen      |
| 4 | Dragon    | Mama Said Knock You Out – LL Cool J        | Ausgeschieden |
| 5 | Snow Owls | Say Something – A Great Big World          | Gewonnen      |

|   | Kostüm          | Lied, Originalinterpret                    | Ergebnis     |
| - | --------------- | ------------------------------------------ | ------------ |
| 1 | Crocodile       | It’s My Life – Bon Jovi                    | Gewonnen     |
| 2 | Baby Alien      | Faith – George Michael                     | Gewonnen     |
| 3 | Seahorse        | Only Girl (In the World) – Rihanna         | Gewonnen     |
| 4 | Whatchamacallit | I Wish – Skee-Lo                           | Gewonnen     |
| 5 | Serpent         | I’m Gonna Be (500 Miles) – The Proclaimers | Gewonnen     |
| 6 | Gremlin         | Stand by Me – Ben E. King                  | Ausgestiegen |

|   | Kostüm    | Lied, Originalinterpret                                     | Ergebnis      |                     |
|   | Robin     | Blurred Lines – Robin Thicke feat. T.I. & Pharrell Williams | –             |                     |
|   |           |                                                             |               | Indizien-Gegenstand |
| 1 | Popcorn   | Falling – Harry Styles                                      | Gewonnen      | Venus               |
| 2 | Giraffe   | Get Down on It – Kool & the Gang                            | Ausgeschieden | Domino-Stein        |
| 3 | Snow Owls | Like I’m Gonna Lose You – Meghan Trainor feat. John Legend  | Gewonnen      | Hexen-Hut           |
| 4 | Sun       | Praying – Kesha                                             | Gewonnen      | Magic 8 Ball        |

|   | Kostüm          | Lied, Originalinterpret                        | Ergebnis      | Indizien-Gegenstand     |
| - | --------------- | ---------------------------------------------- | ------------- | ----------------------- |
| 1 | Serpent         | The Bones – Maren Morris                       | Gewonnen      | Babyflasche             |
| 2 | Crocodile       | Toxic – Britney Spears                         | Gewonnen      | Delfin-Figuren          |
| 3 | Baby Alien      | It’s Time – Imagine Dragons                    | Ausgeschieden | Spielzeug-Feuerwehrauto |
| 4 | Whatchamacallit | Money Maker – Ludacris feat. Pharrell Williams | Gewonnen      | Märchenbuch             |
| 5 | Seahorse        | My Heart Will Go On – Céline Dion              | Gewonnen      | Federn                  |

|   | Kostüm           | Lied, Originalinterpret                                                                 | Ergebnis      |
| - | ---------------- | --------------------------------------------------------------------------------------- | ------------- |
| 1 | Squiggly Monster | Have You Ever Seen the Rain? – Creedence Clearwater Revival                             | Gewonnen      |
| 2 | Mushroom         | This Woman’s Work – Kate Bush                                                           | Gewonnen      |
| 3 | Jellyfish        | Big Girls Don’t Cry – Fergie                                                            | Gewonnen      |
| 4 | Broccoli         | The House is Rockin’ – Stevie Ray Vaughan & Whole Lotta Shakin’ Goin’ On – Big Maybelle | Gewonnen      |
| 5 | Lips             | Native New Yorker – Frankie Valli                                                       | Ausgeschieden |

|   | Kostüm           | Lied, Originalinterpret                            | Ergebnis      |                                      |
|   | Mr. TV           | Memories – Maroon 5                                | –             |                                      |
|   |                  |                                                    |               | Indizien-Gegenstand                  |
| 1 | Mushroom         | If I Could Turn Back Time – Cher                   | Gewonnen      | Gehirn auf Servierteller             |
| 2 | Broccoli         | Hello – Lionel Richie                              | Gewonnen      | Rouletterad mit Kugel auf 26 Schwarz |
| 3 | Squiggly Monster | (I Can’t Get No) Satisfaction – The Rolling Stones | Ausgeschieden | Teddybär                             |
| 4 | Jellyfish        | Crazy – Willie Nelson                              | Gewonnen      | Stoff-Tiger                          |

|           | Kostüm                   | Lied, Originalinterpret                         | Ergebnis      |
| --------- | ------------------------ | ----------------------------------------------- | ------------- |
|           | Übrige Gruppenmitglieder | Raise Your Glass – Pink                         | –             |
|           |                          |                                                 |               |
| 1         | Sun                      | Piece of My Heart – Erma Franklin               | Gewonnen      |
| 2         | Snow Owls                | The Prayer – Céline Dion & Andrea Bocelli       | Vielleicht    |
| 3         | Popcorn                  | Domino – Jessie J                               | Vielleicht    |
| Smackdown |                          |                                                 |               |
| 4         | Snow Owls                | Because You Loved Me – Céline Dion              | Ausgeschieden |
| 5         | Popcorn                  | (Everything I Do) I Do It for You – Bryan Adams | Gewonnen      |

|   | Kostüm          | Lied, Originalinterpret                              | Ergebnis      |
| - | --------------- | ---------------------------------------------------- | ------------- |
| 1 | Seahorse        | … Baby One More Time – Britney Spears                | Gewonnen      |
| 2 | Crocodile       | Bleeding Love – Leona Lewis                          | Gewonnen      |
| 3 | Whatchamacallit | Lean Back – The Terror Squad feat. Fat Joe & Remy Ma | Ausgeschieden |
| 4 | Serpent         | Cool – Jonas Brothers                                | Ausgeschieden |

|           | Kostüm                   | Lied, Originalinterpret            | Ergebnis      |
| --------- | ------------------------ | ---------------------------------- | ------------- |
|           | Übrige Gruppenmitglieder | I Want You Back – The Jackson Five | –             |
|           |                          |                                    |               |
| 1         | Jellyfish                | Don’t Start Now – Dua Lipa         | Gewonnen      |
| 2         | Mushroom                 | Unconditionally – Katy Perry       | Vielleicht    |
| 3         | Broccoli                 | Old Time Rock and Roll – Bob Seger | Vielleicht    |
| Smackdown |                          |                                    |               |
| 4         | Broccoli                 | Take Me Down – Alabama             | Ausgeschieden |
| 5         | Mushroom                 | A Song for You – Leon Russell      | Gewonnen      |

|   | Kostüm                   | Lied, Originalinterpret                  | Ergebnis      |
| - | ------------------------ | ---------------------------------------- | ------------- |
|   | Übrige Gruppenmitglieder | Take On Me – A-ha                        | –             |
|   | Craig Robinson 2         | I Will Survive – Gloria Gaynor           | –             |
|   |                          |                                          |               |
| 1 | Seahorse                 | That’s What I Like – Bruno Mars          | Ausgeschieden |
| 2 | Crocodile                | I Don’t Want to Miss a Thing – Aerosmith | Gewonnen      |
|   |                          |                                          |               |
| 3 | Mushroom                 | Valerie – The Zutons                     | Gewonnen      |
| 4 | Jellyfish                | Stay – Rihanna feat. Mikky Ekko          | Ausgeschieden |
|   |                          |                                          |               |
| 5 | Popcorn                  | Better Be Good to Me – Tina Turner       | Ausgeschieden |
| 6 | Sun                      | When the Party’s Over – Billie Eilish    | Gewonnen      |

|   | Kostüm     | Lied, Originalinterpret                          | Ergebnis      |
| - | ---------- | ------------------------------------------------ | ------------- |
|   | Finalisten | Christmas (Baby Please Come Home) – Darlene Love | –             |
|   |            |                                                  |               |
| 1 | Crocodile  | Open Arms – Journey                              | Dritter Platz |
| 2 | Mushroom   | I Wish – Stevie Wonder                           | Zweiter Platz |
| 3 | Sun        | The Story – Brandi Carlile                       | Gewinnerin    |

## Einschaltquoten
| Folge | Datum         | Live       | Live                | DVR (7 Tage) | DVR (7 Tage)   | Gesamt     | Gesamt         | Quelle        |
| Folge | Datum         | Zuschauer  | Rating/Share(18–49) | Zuschauer    | Rating (18–49) | Zuschauer  | Rating (18–49) | Quelle        |
| ----- | ------------- | ---------- | ------------------- | ------------ | -------------- | ---------- | -------------- | ------------- |
| 1     | 23. Sep. 2020 | 5,92 Mio.  | 1,6                 | 2,88 Mio.    | 0,8            | 8,80 Mio.  | 2,4            | [ 24 ]        |
| 2     | 30. Sep. 2020 | 6,94 Mio.  | 1,9                 | 2,48 Mio.    | 0,7            | 9,42 Mio.  | 2,6            | [ 25 ]        |
| 3     | 7. Okt. 2020  | 6,01 Mio.  | 1,5                 | 2,38 Mio.    | 0,8            | 8,39 Mio.  | 2,3            | [ 26 ]        |
| 4     | 14. Okt. 2020 | 6,50 Mio.  | 1,7                 | —            | —              | —          | —              | [ 27 ]        |
| 5     | 28. Okt. 2020 | 6,20 Mio.  | 1,6                 | 2,08 Mio.    | 0,7            | 8,28 Mio.  | 2,3            | [ 28 ]        |
| 6     | 4. Nov. 2020  | 6,57 Mio.  | 1,7                 | 2,14 Mio.    | 0,7            | 8,71 Mio.  | 2,4            | [ 29 ]        |
| 7     | 11. Nov. 2020 | 6,07 Mio.  | 1,6                 | 2,03 Mio.    | 0,6            | 8,10 Mio.  | 2,2            | [ 30 ]        |
| 8     | 18. Nov. 2020 | 6,42 Mio.  | 1,7                 | 2,13 Mio.    | 0,7            | 8,55 Mio.  | 2,3            | [ 31 ]        |
| 9     | 26. Nov. 2020 | 11,42 Mio. | 3,5                 | 2,16 Mio.    | 0,7            | 13,58 Mio. | 4,2            | [ 32 ] [ 33 ] |
| 10    | 2. Dez. 2020  | 6,57 Mio.  | 1,6                 | 1,92 Mio.    | 0,6            | 8,49 Mio.  | 2,2            | [ 34 ]        |
| 11    | 16. Dez. 2020 | 7,41 Mio.  | 1,8                 | —            | —              | —          | —              | [ 35 ]        |